# Rue Louis-Vitet (Toulouse)
Pour les articles homonymes, voir Rue Louis-Vitet.
La rue Louis-Vitet est une voie de Toulouse, chef-lieu de la région Occitanie, dans le Midi de la France.

## Situation et accès

### Description
La rue Louis-Vitet est une voie publique. Elle relie les quartiers de la Côte Pavée, au nord, et du Pont-des-Demoiselles, au sud.
La chaussée compte une seule voie de circulation automobile à double-sens, entre la place Roger-Arnaud et la rue Estienny, puis en sens unique entre la rue Pierre-Larousse et l'avenue Jean-Rieux. Elle appartient à une zone 30 et la circulation y est limitée à 30 km/h. Il n'existe pas d'aménagement cyclable.

### Voies rencontrées
La rue Louis-Vitet rencontre les voies suivantes, dans l'ordre des numéros croissants (« g » indique que la rue se situe à gauche, « d » à droite) :
1. Place Roger-Arnaud
2. Rue Jules-Clarétie (d)
3. Rue Joseph-Roques (d)
4. Rue Jacques-Cros (d)
5. Rue Pierre-Brossolette (d)
6. Rue Joseph-Thillet (d)
7. Rue Marc-Séguin (d)
8. Rue Joseph-Thillet (d)
9. Passerelle de la Baraquette (g)
10. Rue François-Raspail (d)
11. Rue Las Cases (d)
12. Rue Estienny (d)
13. Rue Pierre-Larousse (d)
14. Avenue Jean-Rieux

## Odonymie

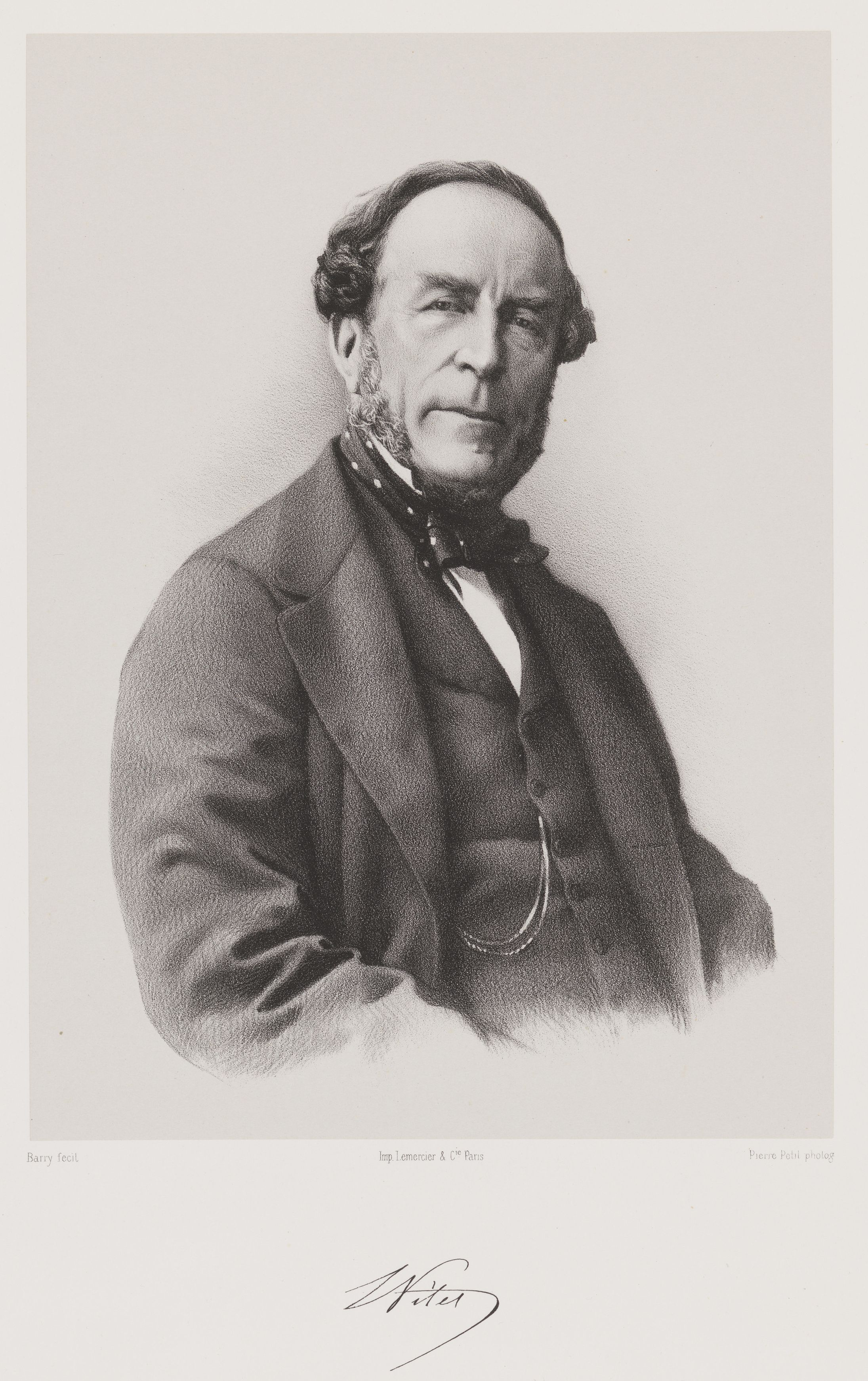
Portrait de Ludovic Vitet par Pierre Petit (archives municipales de Lyon).

Lors de son aménagement, la rue Louis-Vitet n'est qu'un chemin qui longe les voies de la nouvelle ligne ferroviaire de Toulouse à Sète. Comme il sert également de limite à la barrière de l'octroi, il est désigné comme le chemin de ronde de la Baraquette. Il lui venait du domaine de la Baraquette, un établissement de bains établi au XVIIe siècle sur le coteau de la colline du Calvinet (emplacement de l'actuel no 2 rue Bernard-Mulé). Ce nom a été donné entre 1753 et 1806 à une allée (actuelle allée des Soupirs) et entre le XVIIe siècle et 1937 à un chemin (actuel rue Joseph-Thillet). Il ne se conserve plus que pour une impasse, ainsi que pour une passerelle qui franchit les voies ferrées.
En décembre 1936, le conseil municipal renomme le chemin de ronde de la Baraquette en hommage à Ludovic (dit Louis) Vitet (1802-1873). Sous la Restauration, il enseigne le droit, puis se tourne vers le journalisme et collabore à la rédaction du Globe, journal d'inspiration libérale, de la Revue française, de la Revue des Deux Mondes et du Journal des savants. À la suite des Trois Glorieuses, il obtient pour lui la création d'un poste d'inspecteur général des monuments historiques. Il poursuit dans le même temps une carrière politique, puisqu'il est élu député de la Seine-Inférieure à partir de 1834. Après la Révolution de 1848 et le renversement de la monarchie de Juillet, il reste fidèle aux Orléans, et il est réélu en 1849 et prend place dans la majorité monarchiste. Mais, à la suite du coup d'État de Louis-Napoléon Bonaparte, le 2 décembre 1851, il est brièvement arrêté s'éloigne de la vie politique. En 1871, après la chute du Second Empire, il y revient et il est réélu député, siégeant encore dans la majorité monarchiste, hostile à la nouvelle République.

## Patrimoine et lieux d'intérêt
- no  41 : maison (deuxième quart du XXe siècle)[6].
- no  65-71 : immeuble Louis-Vitet (1951, Robert-Louis Valle)[7].